# أموتي كيمي (بحيرة)
بحيرة أموتوي كيمي Amutui Quimey Reservoir عبارة عن خزان مائي كبير في مقاطعة تشوبوت في الأرجنتين. يقع ضمن سلسلة بحيرات نهر فوتاليوفو في الأرجنتين، والذي يتدفق عبر بحيرة إيلتشو ونهر إيلتشو إلى المحيط الهادئ في تشيلي.
تم إنشاء سد فوتاليوفو وملء الخزان في عام 1976، والبحيرة تحتل وادي ضيق بين القمم الجليدية.
تنتج منشأة الطاقة الكهرومائية حوالي 2.6 مليون ميجاوات سنويا. يتم استخدام معظمها في مصنع الألومونيوم في مدينة بويرتو مادرين.
تقع بحيرة أموتوي كيمي في جبال الأنديز داخل متنزه لوس أليرسيس الوطني.
اشتق اسم البحيرة من لغة مابوتشي ويعني «الجمال المفقود».